# Hans Fischböck

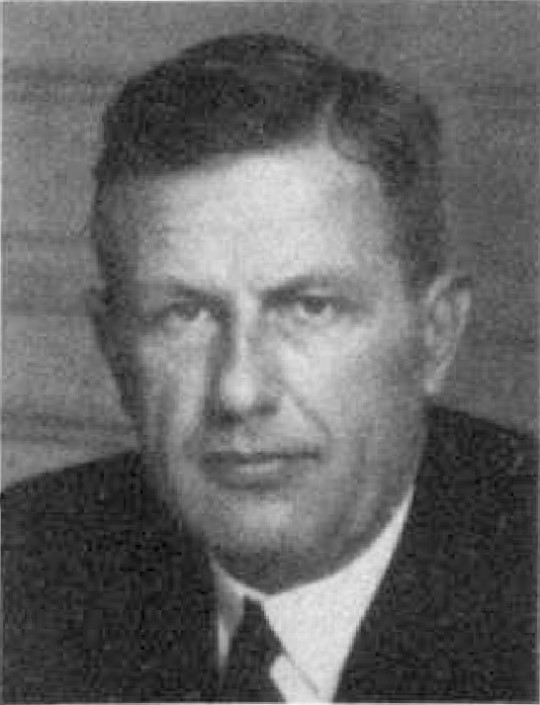
Hans Fischböck

Hans Fischböck (* 24. Januar 1895 in Geras im Bezirk Horn; † 3. Juni 1967 in Wehrda bei Marburg an der Lahn) war ein österreichischer Jurist, Handelsminister, Generalkommissar in den Niederlanden, Reichskommissar, Staatssekretär und SS-Brigadeführer im Dienst des NS-Regimes.

## Leben

### Studium und Erster Weltkrieg
Nach dem Besuch der Volksschule und des Gymnasiums in Wien studierte der Richtersohn das Fach der Rechtswissenschaften an der Universität Wien. Der Ausbruch des Ersten Weltkriegs unterbrach seine akademische Ausbildung mit der Einberufung am 15. März 1915 zu einem Telegraphen-Regiment. In dieser Einheit diente er vom 5. März 1916 bis zum November 1918 an der Südtiroler Front im Rahmen der 1. Tiroler Kaiserjäger-Brigade. Aus dem Militärdienst wurde er als Leutnant der Reserve entlassen.

### Bankdirektor
Nach der Rückkehr legte er in Wien im Jahre 1919 seine Promotion zum Dr. jur. ab. Beruflich betätigte er sich zuerst als Anwärter im Bereich der Praxis eines Rechtsanwalts. Es folgte eine Anstellung als Prokurist bei der Österreichischen Verkehrsbank. Hier stieg er zum stellvertretenden Direktor auf. Nach einigen Unternehmensveränderungen wurde er zum Direktor der Österreichischen Realitäten-Aktiengesellschaft (ÖRAG).
Im Jahre 1930 trat er in den Deutschen Klub in Wien ein. In dieser Zeit wohnte er in Wien in der Glanzinggasse 25 in einem Mietshaus. In den Jahren 1936 bis 1938 wirkte er bei der Österreichischen Versicherungs Aktien Gesellschaft als Direktor.

### Anschluss Österreichs – Staatsrat, Ratsherr, Reichstagsabgeordneter, Minister und „Arisierung“ des Einzelhandels
Am 12. Februar 1938 unterschrieb Kurt Schuschnigg unter Druck (Hitler drohte mit dem Einmarsch der Wehrmacht) das Berchtesgadener Abkommen. Darin stimmte er unter anderem zu, dass einige Vertrauensleute des NS-Regimes in wichtige Positionen gelangten.
Im Zuge der Umsetzung des Abkommens wurde Fischböck am 18. Februar 1938 – kurz vor dem „Anschluss Österreichs“ am 13. März 1938 – zum Mandatar des Staatsrates berufen, der für die Wirtschaftskontakte zum Deutschen Reich zuständig war. Als es am 11. März 1938 zum „Anschluss“ Österreichs an das Deutsche Reich kam, wurde er auf Initiative von Hermann Göring zum Minister für Handel und Verkehr eingesetzt. Ab dem 15. Mai 1938 vergrößerte sich sein ministerieller Geschäftsbereich: Er wurde zum Minister für Wirtschaft und Arbeit und zusätzlich zum Minister für Finanzen ernannt.
Am 12. November 1938 kam es in Berlin zu einem Treffen, bei dem führende Nationalsozialisten sich u. a. mit der Frage der Enteignung von Juden im Einzelhandel beschäftigten.
Auf dieser Konferenz unterbreitete Fischböck Göring seine von ihm in Österreich zu praktizierende Konzeption zur „Arisierung“ von Geschäften des Einzelhandels. Demnach sollte den jüdischen Besitzern aufgrund einer gesetzlichen Regelung die Gewerbeerlaubnis entzogen werden, so dass in der Bilanz in Österreich von 17.000 Geschäften 12.000 bis 14.000 geschlossen und die restlichen „arisiert“ oder einer staatlichen Treuhandstelle übergeben werden. Göring äußerte sich über diese geplante Praxis hocherfreut: „… der Vorschlag ist wunderbar. Dann würde in Wien, einer der Hauptjudenstädte sozusagen, bis Weihnachten oder Ende des Jahres diese ganze Geschichte wirklich ausgeräumt sein“.
Die gesetzliche Regelung, die Fischböck im September 1938 beantragt hatte, wurde am 23. November 1938 im Reichsgesetzblatt als „Verordnung zur Durchführung der Verordnung zur Ausschaltung der Juden aus dem deutschen Wirtschaftsleben“ veröffentlicht. Dem NS-Machtapparat bzw. einzelnen NS-Funktionären wurden machtvolle Mittel zur Judenentrechtung zur Verfügung gestellt. Verbreiteter Antisemitismus in Österreich begünstigte die Umsetzung.
Im folgenden Jahr konnte Fischböck seine Stellung im österreichischen Finanzwesen noch ausbauen. So war er ab Mai 1939 Vorstandsvorsitzender der Creditanstalt-Bankverein Wien und Leiter der Wirtschaftskammer Wien. Er war auch im Beirat der Deutschen Reichsbank in Wien sowie im Aufsichtsrat der Steyr Daimler Puch AG.
Nach der „Reichstagswahl“ im April 1938 wurde er zum Reichstagsabgeordneten für Österreich ernannt. Im Stadtrat von Wien hatte er vom 3. Mai 1939 bis 1945 ein Mandat.

### NSDAP, SS und Generalkommissar
Kommissarisch wurde er als Präsident der Wirtschaftskammer und der Industrie- und Handelskammer in Wien ab dem 10. November 1939 eingesetzt. Ein erster Antrag 1938 zur Aufnahme in die NSDAP wurde zurückgewiesen, Fischböck wurde dann zum 1. Januar 1940 aufgenommen (Mitgliedsnummer 8.401.675). Er erreichte aber 1943, dass der ursprüngliche Eintritt zum 1. Mai 1938, was das symbolische Datum der in der Verbotszeit illegalen Nationalsozialisten war, doch noch anerkannt wurde (Mitgliedsnummer 6.133.529). Der Eintritt in die SS (SS-Nummer 367.799) erfolgte mit dem Datum vom 1. Juni 1940. Daneben war er als Wirtschaftsführer Mitglied im Freundeskreis Reichsführer SS.
Nach dem Überfall auf die Niederlande wurde Arthur Seyß-Inquart am 29. Mai 1940 zum Reichskommissar für die Niederlande eingesetzt. Für die Aufgaben des Generalkommissars für Finanz und Wirtschaft wählte er sich seinen Freund Fischböck, da sie sich aus der Wiener Zeit gut kannten und zusammengearbeitet hatten. In dieser Position hatte Fischböck die Aufsicht und Kontrolle über die Ministerien der Finanzen, des Verkehrs, der Wirtschaft, des Sozialen und der Post. Weiterhin musste er das sogenannte feindliche Vermögen in den Niederlanden kontrollieren.

### Unterwerfung der niederländischen Industrie und Arisierungen

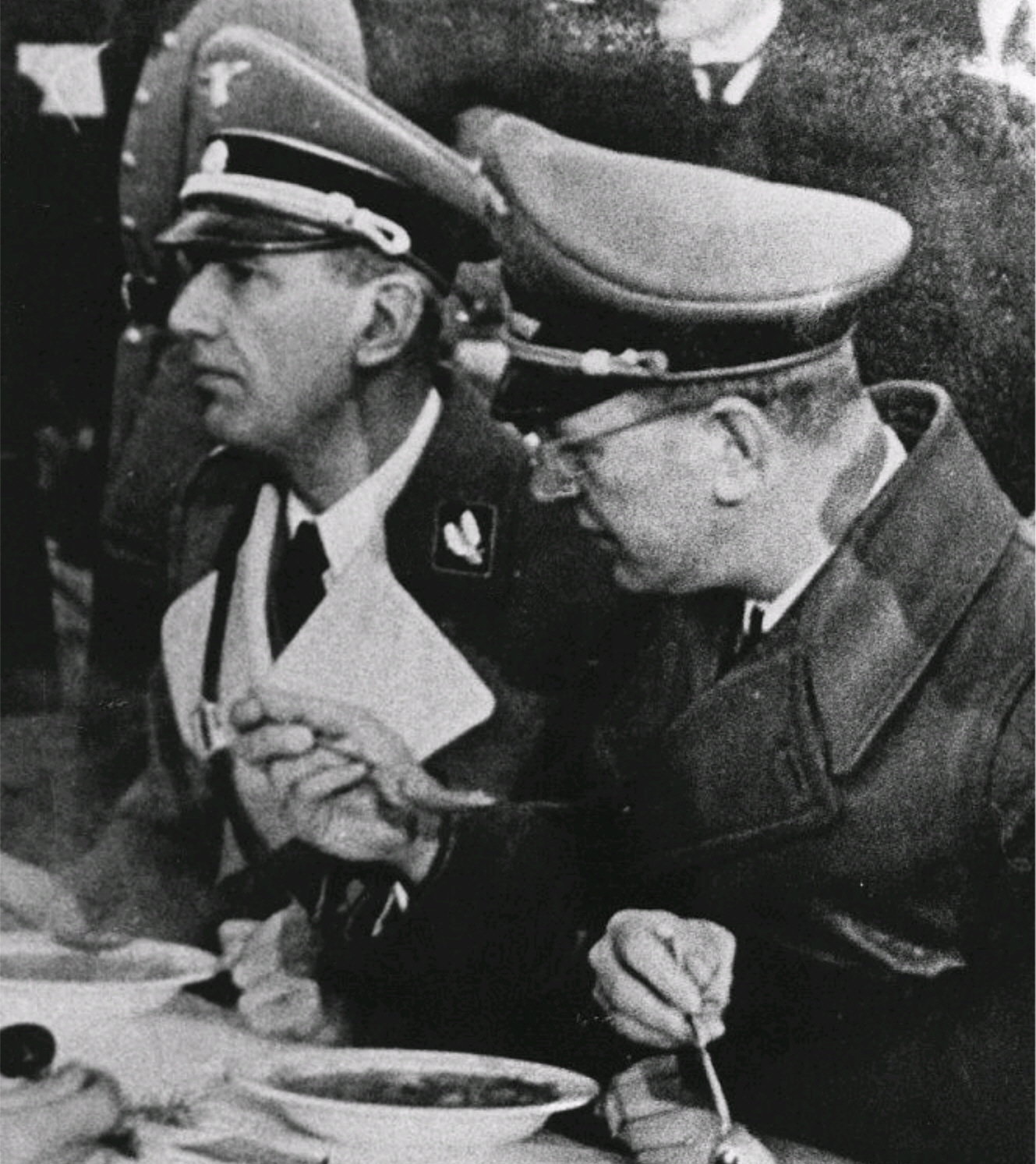
Fischböck und Seyss-Inquart

In der zweiten Jahreshälfte des Jahres 1940 erhielt Fischböck den Auftrag, die niederländische an die deutsche Wirtschaft anzupassen. Zu diesem Zweck sollte die niederländische Wirtschaft wie die im Deutschen Reich nach Wirtschaftsgruppen gegliedert werden. Fischböck wählte sich für dieses Vorhaben den Generaldirektor der Rotterdamer Bankvereinigung, Henri Louis Woltersom, aus. Die Vertreter der niederländischen Wirtschaft lehnten jedoch diese Umgruppierung nach deutschem Vorbild ab. Das Finanzministerium wurde von Meinoud Rost van Tonningen geleitet, der dem NSB angehörte und mit dem NS-Regime eng zusammenarbeitete. Von deutscher Seite wurde Fischböck für die Kontrolle der niederländischen Banken der Ministerialrat Helmuth Wohlthat, später ab April 1941 Alfred Bühler zur Seite gestellt.
Weiterhin sollte Fischböck auf die Erfahrungen aufbauen, die er mit der „Arisierung“ jüdischer Geschäfte in Wien gesammelt hatte. In den Niederlanden wollte er diese Konzeption fortsetzen und verbessern, vor allem was die Übereignung an „arische“ Funktionäre betraf. Ab dem 22. Oktober 1940 mussten alle jüdischen Wirtschaftseinrichtungen angemeldet werden. Die Enteignung dieser Vermögen begann im März 1941. Zu der Ausführung dieses Vorhabens bediente sich Fischböck einiger Organisationen wie der Wirtschaftsprüfungsstelle, der „Vermögensverwaltungs- und Rentenanstalt“, der Hausratserfassungsstelle, der „Allgemeinen Niederländischen Immobilienverwaltung“, der „Niederländischen Aktiengesellschaft zur Abwicklung von Unternehmungen“ und der „Raubbank“ Lippmann, Rosenthal & Co, Sarphatistraat.

### Zwangsarbeiter und Finanzierung der Kriegskosten
Auch für die Überführung von niederländischen Zwangsarbeitern betätigte sich Fischböck. So führte er zu diesem Zweck im Januar 1942 mit Vertretern der Rüstungsindustrie Gespräche über die Dienstverpflichtung zum Arbeitseinsatz von Niederländern in Deutschland. Der ehemalige Bankier Fischböck trat ab dem 9. Februar 1942 mit einem Finanzierungsplan hervor, nach dem sich die Niederlande an den Kriegskosten des Deutschen Reiches beteiligen sollten. Diese als fiktive Besatzungskosten konstruierten Zahlungen an das Deutsche Reich sollten ab dem 1. Juli 1941 eintreten und pro Monat 50 Millionen Reichsmark betragen. Von dieser Summe mussten die Niederlande 10 Millionen in Gold zahlen. Rost van Tonningen wickelte die Zahlungen auf die Depots der Reichsbank ab.
Die finanzielle Unterwerfung der Niederlande unter das Deutsche Reich setzte mit dem Plan ein, der am 24. Oktober 1940 bei einer Unterredung mit dem Reichswirtschaftsminister Walther Funk stattgefunden hatte. Demnach fiel einem Vorschlag von Fischböck nach am 1. April 1941 die Devisengrenze zwischen den Niederlanden und dem Deutschen Reich, womit alle Exporte der Niederlande in das Deutsche Reich mit einem extrem niedrig festgesetzten Guldenkurs abgegolten wurden. Als Folge trat der Präsident der niederländischen Notenbank, Leonardus Trip, zurück.

### Reichskommissar für die Preisbildung
Anfang 1942 konnte sich Fischböck den Angelegenheiten in den Niederlanden nur noch beschränkt widmen, da er ab dem 15. Januar 1942 den bisherigen Reichskommissar für die Preisbildung, Josef Wagner, in dessen Amt ablöste. Fischböck versuchte nun, die Preisbildung für die Rüstung zu vereinfachen, in dem er zu einer Festsetzung der Preise überging. Im August 1944 wurde er noch zum Stellvertreter des Generalbevollmächtigten für die Rüstungsaufgaben, Hans Kehrl, ernannt.
Am 27. Februar 1945 übermittelte Fischböck dem Reichsminister Albert Speer eine Bilanz über die Geldkapitalbildung und die Reichsschulden eine Denkschrift. Demnach bezifferte er den Geldkapitalzuwachs von 1937 bis Ende 1944 auf 304,6 Milliarden Reichsmark (RM). Für die Reichsschuld nannte er zum 30. September 1994 die Summe von 323,6 Milliarden RM. Für den Verlauf des Krieges und die nachfolgende Demobilmachung schätze er die Schuldenbildung auf etwa 450 Milliarden RM, die entsprechende Geldkapitalbildung auf 400 Milliarden RM.

### Flucht nach Argentinien und Rückkehr
Nach der Kapitulation des Deutschen Reiches lebte Fischböck unter falschem Namen in München. Der katholische Priester Krunoslav Draganović besorgte ihm einen Pass des Roten Kreuzes unter dem Namen Jakob Schramm. Mit Hilfe der Organisation ODESSA konnte er so – wohl über eine der Rattenlinien – über Genua nach Argentinien entkommen, wo er im Februar 1951 in Buenos Aires ankam.
Bei dem Betrieb des ehemaligen Offiziers der Waffen-SS Karl Nicolussi-Leck erhielt Fischböck eine Beschäftigung. Später lebte er als argentinischer Staatsbürger unter seinem richtigen Namen in der Bundesrepublik Deutschland. Nach Ernst Klee betätigte er sich ab 1960 in Essen als Berater eines Stahlkonzerns.
In Österreich wurde gegen ihn ein Ermittlungsverfahren wegen Hochverrats angestrengt, was aber zu keiner Verurteilung führte. Sein Vermögen wurde in Österreich am 15. März 1951 eingezogen. Im Jahr 1957 fielen seine Delikte unter eine österreichische Amnestie. Ein Antrag auf Ausstellung eines österreichischen Reisepasses wurde ihm seitens der österreichischen Behörden 1954 verwehrt. Im Jahr 1961 reiste er mit einem argentinischen Reisepass in die Bundesrepublik ein. Nach einem Interview mit einem niederländischen Journalisten fünf Jahre später kam es erneut zu Ermittlungen gegen Fischböck. Sein Aufenthaltsort konnte jedoch nicht festgestellt werden, bis ein Jahr später sein Tod vermeldet wurde. Fischböck musste sich nie vor Gericht verantworten.

## Dienstgrade und NS-Funktionen
- November 1918 Leutnant der Reserve (k.u.k. Heer)
- 1938 Mitglied des Reichstags
- 1938 Minister
- 20. April 1938 NSKK-Brigadeführer
- 25. Mai 1940 Generalkommissar in den Niederlanden
- 1. Juni 1940 SS-Oberführer
- 1. Juni 1940 ehrenamtlicher SS-Führer beim Persönlichen Stab Reichsführer SS
- September 1940 Mitglied im Kuratorium vom Mitteleuropäischen Wirtschaftstag
- 27. März 1941 Mitglied im Aufsichtsrat der Kontinentalen Oel AG
- 9. November 1941 SS-Brigadeführer
- 15. Januar 1942 Staatssekretär
- 15. Januar 1942 Reichskommissar

## Auszeichnungen
- Ehrendegen des Reichsführers SS
- Totenkopfring der SS